# Penyabangan
Penyabangan is een bestuurslaag in het regentschap Buleleng van de provincie Bali, Indonesië. Penyabangan telt 5342 inwoners (volkstelling 2010).